# ウェーブプロモーション
有限会社ウェーブプロモーション（英文名称:WAVE PROMOTION）は、東京都目黒区に本社を置く芸能プロダクション。

## 概要
主にAV女優のマネジメントを手掛けている。

## 所属モデル
- ひより葉音
- 藤咲真白
- 二条恵麗奈
- 黒木レミ
- 藤田りかこ
- みやび真央
- 滝川マリア
- 篠めぐみ
- 五十嵐純子
- 長瀬もも
- 畠中香織
- KIYO
- Rina
- 白坂百合